# Donegal Celtic
Donegal Celtic is een Noord-Ierse voetbalclub uit de hoofdstad Belfast.
De club werd in 1970 opgericht door een groep jongeren die zich voor voetbal interesseerden en besloten een team te vormen in het Lenadoon district van West-Belfast. Omdat de club weinig faciliteiten had, shirts enzovoorts werd in de eerste jaren enkel aan regionale zomercompetities meegedaan. De naam werd gekozen omdat de club zich bevond in het County Donegal en er velen fan waren van het Schotse Celtic FC en ook voor de legendarische club Belfast Celtic die intussen niet meer bestond.
Donegal Celtic heeft een van de beste jeugdprogramma's van Noord-Ierland en heeft ook een vrouwenafdeling die in 2004 de Belfast-Cup wonnen. Het eerste team diende vaak een aanvraag in om in de Noord-Ierse competitie te mogen spelen maar werden telkens geweigerd en waren gedoemd amateurvoetbal te spelen. Een andere team dat niet mocht toetreden was Lurgan Celtic. De clubs dreigden met een proces en werden in 2002/03 toegelaten tot de League.
In het eerste seizoen in de Second Division (3de klasse) werd de club 6de, en door een competitieherstructurering was dat genoeg om te kunnen promoveren. In 2005 werd de club 3de en verloor in de eindronde om promotie van Glenavon FC. Het volgende seizoen werd Celtic vicekampioen achter de Crusaders en in de play-off tegen Institute FC werd promotie afgedwongen naar de hoogste klasse. De jeugdafdeling won dat jaar ook de Intermediate Cup, de enige trofee die de juniorclub nog niet gewonnen had.
In het eerste seizoen werd de 13de plaats afgedwongen en in 2008 de 11de. Door competitieherstructurering moest de club echter degraderen. In 2010 promoveerde de club.

## Erelijst
- Intermediate Cup
  - 2006
- Steel & Sons Cup
  - 2004

## Eindklasseringen
| 1 |

| 1 |

| ? |

| 1 |

| 1 |

| 1 |

| ? |

| ? |

| ? |

| 1 |

| 1 |

| ? |

| 1 |

| 6 |

| 8 |

| 3 |

| 2 |

| 13 |

| 11 |

| 2 |

| 2 |

| 11 |

| 8 |

| 11 |

| 11 |

| 12 |

| 13 |

| 3 |

| 12 |

| 13 |

| 9 |

| - |

| 11 |

| 2 |

| 2 |

| NIFL Premiership | NIFL Championship | NIFL Premier Intermediate League | Ballymena & Provincial Intermediate League |

De drie NIFL-divisies hebben in de loop der jaren diverse namen gekend, zie Northern Ireland football league system.